# She Is Coming
She Is Coming —en español: Está llegando— es el segundo EP de la cantautora estadounidense Miley Cyrus, fue lanzado el 31 de mayo de 2019 a través de RCA Records. She Is Coming es descrito como un proyecto pop con influencias hip hop, R&B, rock y trap. Andrew Wyatt y John Cunningam produjeron la mayor parte del EP. También colaboró con los productores Mike Will Made It y Mark Ronson. El disco cuenta con colaboraciones de los artistas Ghostface Killah, RuPaul y Swae Lee. 
El EP recibió críticas positivas por parte de los críticos musicales. Debutó en el número cinco en el Billboard 200 de Estados Unidos. El sencillo principal «Mother's Daughter» se lanzó el 7 de junio. Para promocionar el EP, Cyrus actuó en varios festivales de música europeos durante la primavera y el verano de 2019. Un sencillo independiente, «Slide Away», se lanzó el 16 de agosto de 2019 y luego se agregó al EP en el cuarto aniversario del proyecto.

## Antecedentes

### Historia
Cyrus colaboró con productores como Mike Will Made It, Mark Ronson y Andrew Wyatt para su séptimo álbum de estudio She Is Miley Cyrus, que se grabó entre el otoño de 2017 y mayo de 2019. El primer tema de estas sesiones de grabación fue «Nothing Breaks Like a Heart», producida por Ronson y lanzada el 29 de noviembre de 2018 como sencillo del álbum de Ronson, Late Night Feelings (2019). Cyrus describió el sonido de la canción como una «buena introducción» y «más pesada» que su propio disco.

### Desarrollo
Después de su participación en la Met Gala, Cyrus anunció a través de redes sociales que su próximo trabajo sería She Is Coming, haciendo uso de imágenes destellantes dio nombre a su futuro lanzamiento el día 9 de mayo de 2019 y la fecha oficial se conoció el 16 de mayo de 2019.
El 25 de mayo de 2019 participó en el Big Weekend de la BBC Radio 1, donde interpretó por primera vez tres de las canciones que forman parte del EP; «D.R.E.A.M.», «Cattitude» y «Mother's Daughter». Al día siguiente se reveló la portada y el listado de canciones que lo componen. La portada, fotografiada por Grey Sorrenti, consta de una imagen en blanco y negro de Cyrus de pie sobre la cámara, vestida con una camiseta donde se puede leer «no importa los bollocks», haciendo referencia al álbum Never Mind the Bollocks, Here's the Sex Pistols (1977) de Sex Pistols.
En una entrevista para la revista Rolling Stone, Cyrus anunció que lanzaría otros dos extended play en 2019, titulados She Is Here y She Is Everything, afirmando que cada segmento es un capítulo totalmente diferente. Los tres trabajos conformarían el séptimo álbum de estudio de la cantante, She Is Miley Cyrus. Sin embargo, esta idea fue descartada y en octubre del 2020 anunció que el título sería Plastic Hearts, siendo finalmente lanzado el 27 de noviembre de ese mismo año.

## Composición
She Is Coming es un extended play pop con influencias de hip hop, rock y trap y elementos del R&B. Cyrus describió los tres EPs como de naturaleza "estacional" y relacionó She Is Coming con "[querer sentir] luz y sentir el calor" de principios de verano en comparación con She Is Here y She Is Everything que son "más fríos y un poco más oscuros", ya que se planeó que el ciclo de lanzamiento se extendiera hasta el otoño. Sin embargo, la trilogía del EP planificada fue cancelada debido a importantes cambios recientes en su vida que no encajaban con la esencia del proyecto, incluido el divorcio de Cyrus de Liam Hemsworth y el incendio de la casa de la pareja durante el incendio de Woolsey en California. Cyrus terminó usando parte del material grabado para su próximo proyecto Plastic Hearts, lanzado a fines de 2020.

## Promoción

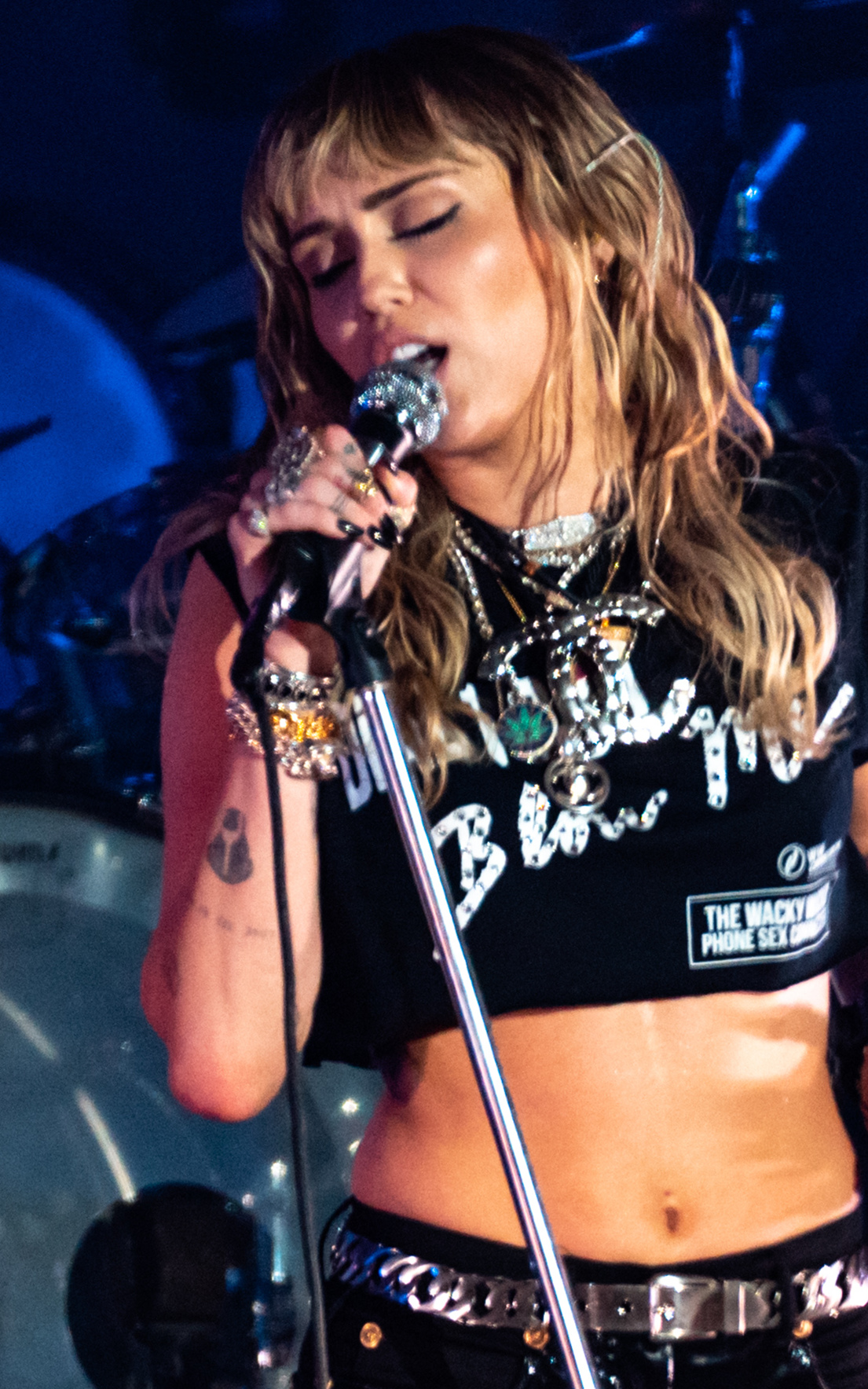
Cyrus durante el Primavera Sound de Barcelona en 2019.

### Presentaciones en vivo
Cyrus promovió por primera vez el EP en el festival Big Weekend de BBC Radio 1, antes de su lanzamiento, interpretando tres canciones del proyecto; «Mother's Daughter», «Cattitude» y «D.R.E.A.M.». La cantante promovió también a She Is Coming en el festival Primavera Sound de Barcelona el 31 de mayo donde interpretó por primera vez todas las canciones del nuevo proyecto y en el Glastonbury el 30 de junio. Asimismo, estos tres últimos conciertos fueron transmitidos y grabados profesionalmente. Por otra parte, la cantante participó también en el Orange Warsaw Festival el 1 de junio en Polonia, en el festival Tinderbox el 28 de junio en Dinamarca y en el Sunny Hill Festival en Kosovo el 2 de agosto.

### Sencillos
Inicialmente  Mike Will Made-It había confirmado a través de Twitter que la canción «Party Up the Street» con Swae Lee, se publicaría como el primer sencillo del EP y el séptimo álbum de estudio de Cyrus. El sencillo sería lanzado el 31 de mayo de 2019, junto con el EP, sin embargo, fue sustituido por «Mother's Daughter», siendo este lanzado el 11 de junio en las radios estadounidenses.
«Slide Away» se lanzó originalmente como sencillo independiente el 16 de agosto de 2019 y luego se agregó al EP en el cuarto aniversario del proyecto.

## Recepción de la crítica
Aimee Cliff de The Guardian sintió que She Is Coming combinó exitosamente influencias musicales de los lanzamientos anteriores de Cyrus «sin recurrir a estereotipos extremos» en términos de promoción, y felicitó a Cyrus por «hacer algunas de las mejores canciones pop que ha hecho en años». Mike Neid de Idolator describió el EP como «sin duda lo suficiente como para obtener otra victoria para la creadora de éxitos», pero describió el verso de Ghostface Killah en «D.R.E.A.M.» como «vibra matando» y «Cattitude» como el «tropiezo más evidente». Mikael Wood de Los Angeles Times describió el EP «como un medio para mantenerse al día con los niños» que han surgido en la industria desde el último proyecto de Cyrus, y la felicitó por poseer «una energía deslumbrante».

## Recibimiento comercial
She Is Coming debutó en el puesto número cinco del Billboard 200 con 36 000 unidades equivalentes, de las cuales 12 000 fueron por ventas puras. Se trató de la duodécima entrada de Cyrus en el top diez de dicha lista.

## Lista de canciones
| She Is Coming |                                                          | |                         |          |  |
| N.º           | Título                                                   | Escritor(es) | Productor(es)           | Duración |  |
| 1.            | «Mother's Daughter»                                      | Miley Cyrus Andrew Wyatt Alma Miettinen | Wyatt                   | 3:39     |  |
| 2.            | «Unholy»                                                 | Cyrus Wyatt Ilsey Juber Jasper Sheff John Cunningham | Cunningham Sheff        | 2:10     |  |
| 3.            | «D.R.E.A.M.» (con Ghostface Killah)                      | Cyrus Cunningham Juber Clifford Smith Corey Woods David Porter Dennis Coles Gary Grice Isaac Hayes Jason Hunter Lamont Hawkins Robert Diggs Russell Jones | Cunningham RZA          | 2:48     |  |
| 4.            | «Cattitude» (con RuPaul)                                 | Cyrus Wyatt Miettinen Juber RuPaul Andre Charles | Wyatt King Henry        | 3:09     |  |
| 5.            | «Party Up the Street» (con Swae Lee y Mike Will Made It) | Cyrus Wyatt Khalif Malik Ibn Shaman Brown Asheton Hogan Michael Williams II                                                                               | Mike Will Made It Pluss | 3:37     |  |
| 6.            | «The Most»                                               | Cyrus Juber Mark Ronson Jonny Price Marcus Lomax Stefan Johnson Brandon Joyner Burton                                                                     | Ronson BJ Burton        | 3:41     |  |
| 19:04         |                                                          | |                         |          |  |

| Bonus track digital de 2022 |                                         |               |          |  |
| N.º                         | Título                                  | Productor(es) | Duración |  |
| 7.                          | «Mother's Daughter» (White Panda remix) | White Panda   | 3:08     |  |
| 22:12                       |                                         |               |          |  |

| Edición extendida digital de 2023 |              |                                         |                         |          |  |
| N.º                               | Título       | Escritor(es)                            | Productor(es)           | Duración |  |
| 7.                                | «Slide Away» | Cyrus Miettinen Wyatt Mike Will Made It | Wyatt Mike Will Made It | 3:53     |  |
| 22:57                             |              |                                         |                         |          |  |

Créditos de sample
- «D.R.E.A.M.» contiene un sample de «C.R.E.A.M.» de Wu-Tang Clan.
- «Cattitude» contiene un sample de «Sweet Pussy of Mine» de RuPaul.

## Posicionamiento en listas
| Listas (2019)                      | Mejor posición |
| ---------------------------------- | -------------- |
| Australia (ARIA)                   | 10             |
| Alemania (Media Control Charts)    | 74             |
| Canadá (Billboard Canadian Albums) | 4              |
| República Checa (ČNS IFPI)         | 9              |
| Dinamarca (Hitlisten)              | 12             |
| España (PROMUSICAE)                | 32             |
| Estados Unidos Billboard 200       | 5              |
| Bélgica (Ultratop flamenca)        | 21             |
| Francia (SNEP)                     | 85             |
| Bélgica (Ultratop valona)          | 35             |
| Nueva Zelanda (RMNZ)               | 14             |
| Suiza (Schweizer Hitparade)        | 27             |

## Certificaciones
| País    | Organismo certificador | Certificación | Ventas certificadas | Ref.   |
| Brasil  | Pro-Música Brasil      | Oro           | 20 000              | [ 36 ] |
| Polonia | ZPAV                   | Oro           | 10 000              | [ 37 ] |

## Historial de lanzamiento
| País   | Fecha              | Formato                      | Versión             | Discográfica | Ref.   |
| ------ | ------------------ | ---------------------------- | ------------------- | ------------ | ------ |
| Varios | 31 de mayo de 2019 | Descarga digital y streaming | Original            | RCA Records  | [ 38 ] |
| Varios | 13 de mayo de 2022 | Descarga digital y streaming | Bonus track digital | RCA Records  | [ 39 ] |
| Varios | 31 de mayo de 2023 | Descarga digital y streaming | Edición extendida   | RCA Records  | [ 4 ]  |

## Festival Tour
Para dar promoción al proyecto, Cyrus participó en varios festivales durante el verano de 2019 por Europa y otro festival en Estados Unidos.

### Repertorio
1. «Nothing Breaks Like a Heart»
2. «Mother's Daughter»
3. «Unholy»
4. «D.R.E.A.M.»
5. «Cattitude»
6. «We Can't Stop»
7. «The Most»
8. «Party Up the Street»
9. «Malibu»
10. «Jolene»
11. «Party in the U.S.A.»
12. «Can't Be Tamed»
13. «Wrecking Ball»

### Fechas
| Europa            |               |                |                     |
| 25 de mayo        | Middlesbrough | Reino Unido    | Stewart Park        |
| 31 de mayo        | Barcelona     | España         | Parque del Fórum    |
| 1 de junio        | Varsovia      | Polonia        | Racetrack Służewiec |
| 28 de junio       | Odense        | Dinamarca      | Tusindårsskoven     |
| 30 de junio       | Pilton        | Reino Unido    | Worthy Farm         |
| 2 de agosto       | Pristina      | Kosovo         | Germia Park         |
| América del Norte |               |                |                     |
| 21 de septiembre  | Las Vegas     | Estados Unidos | T-Mobile Arena      |